# Мунія перлиста
Му́нія перлиста (Mayrimunia leucosticta) — вид горобцеподібних птахів родини астрильдових (Estrildidae). Ендемік Нової Гвінеї. Раніше вважався підвидом новогвінейської мунії, однак був визнаний окремим видом. 

## Опис
Довжина птаха становить 10,5 см. Верхня частина голови, спина і крила бурі, хвіст чорнувато-коричневий. Груди і живіт рудувато-коричневі, гузка темно-коричнева. Надхвістя охристе. На обличчі і горла біла "маска", голова, груди і верхня частина спини поцятковані білими плямками. Очі темно-карі, дзьоб сизий, лапи сіруваті. Самиці мають більш тьмяне забарвлення, ніж самці, "маска" на обличчя у них менша.

## Поширення і екологія
Перлисті мунії мешкають на півдні Нової Гвінеї, між річками Лоренц і Турама Вони живуть в чагарникових заростях, на трав'янистих або порослих чагарниками лісових галявинах, на узліссях тропічних лісів, в бамбукових заростях і рідколіссях з густим підліском, у вторинних заростях. Зустрічаються парами або невеликими сімейними зграйками. 
Перлисті мунії живляться насінням трав, зокрема бамбука, а також ягодами, плодами і зеленими частинами рослин. Розмножуються протягом всього року, переважно наприкінці сезону дощів. Гніздо кулеподібне, робиться парою птахів з переплетених гілочок і стебел трави, розміщується в кількох метрах над землею. В кладці 4 білих яйця. Інкубаційний період триває приблизно 2 тижні, пташенята покидають гніздо через 3 тижні після вилуплення, однак батьки продовжують піклуватися про них ще 1-2 тижні.